# Noah Katterbach
Noah Katterbach (Simmerath, 13 april 2001) is een Duits voetballer die doorgaans speelt als linksback. In januari 2024 verruilde hij 1. FC Köln voor Hamburger SV.

## Clubcarrière
Katterbach speelde in de jeugd voor TuS DJK Dreiborn, voor hij in 2008 werd opgenomen in de opleiding van 1. FC Köln. Bij deze club maakte hij zijn debuut op 5 oktober 2019, op bezoek bij Schalke 04. Namens die club opende Suat Serdar de score, waarna Jonas Hector in de blessuretijd van de tweede helft Köln langszij bracht: 1–1. Katterbach mocht van coach Achim Beierlorzer als linksback in de basis beginnen en hij speelde de volledige negentig minuten mee. Op 10 mei 2020 verlengde Katterbach zijn contract tot 30 juni 2024. In de eerste helft van het seizoen 2021/22 kwam hij niet verder dan één competitieoptreden, waarop hij in januari 2022 voor het restant van het kalenderjaar verhuurd werd aan FC Basel. Eind 2022 werd deze verhuurperiode verlengd tot het einde van het seizoen 2022/23. Toch keerde hij in januari terug naar Köln, dat hem daarop verhuurde aan Hamburger SV voor het seizoensrestant. Tijdens de eerste helft van het seizoen 2023/24 kwam Katterbach niet in actie, waarop hij transfervrij ingelijfd werd door Hamburger SV.

## Clubstatistieken
| Seizoen | Club           | Competitie    | Competitie | Competitie | Beker | Beker | Internationaal | Internationaal | Totaal | Totaal |
| Seizoen | Club           | Competitie    | Wed.       | Dlp.       | Wed.  | Dlp.  | Wed.           | Dlp.           | Wed.   | Dlp.   |
| ------- | -------------- | ------------- | ---------- | ---------- | ----- | ----- | -------------- | -------------- | ------ | ------ |
| 2019/20 | 1. FC Köln     | Bundesliga    | 18         | 0          | 1     | 0     | —              | —              | 19     | 0      |
| 2020/21 | 1. FC Köln     | Bundesliga    | 21         | 0          | 4     | 0     | —              | —              | 25     | 0      |
| 2021/22 | 1. FC Köln     | Bundesliga    | 1          | 0          | 0     | 0     | —              | —              | 1      | 0      |
| 2021/22 | → FC Basel     | Super League  | 15         | 1          | 0     | 0     | 2              | 0              | 17     | 1      |
| 2022/23 | → FC Basel     | Super League  | 6          | 0          | 1     | 0     | 8              | 0              | 15     | 0      |
| 2022/23 | → Hamburger SV | 2. Bundesliga | 11         | 0          | 0     | 0     | —              | —              | 11     | 0      |
| 2023/24 | 1. FC Köln     | Bundesliga    | 0          | 0          | 0     | 0     | —              | —              | 0      | 0      |
| 2023/24 | Hamburger SV   | 2. Bundesliga | 6          | 0          | 0     | 0     | —              | —              | 6      | 0      |
| 2024/25 | Hamburger SV   | 2. Bundesliga | 8          | 1          | 2     | 0     | —              | —              | 10     | 1      |
| Totaal  | Totaal         | Totaal        | 86         | 2          | 8     | 0     | 10             | 0              | 104    | 2      |

Bijgewerkt op 29 april 2025.